# Semiothisa parallacta
Semiothisa parallacta är en fjärilsart som beskrevs av W. Warren 1897. Semiothisa parallacta ingår i släktet Semiothisa och familjen mätare. Inga underarter finns listade i Catalogue of Life.